# Весёлый (Аксайский район)
Весёлый — хутор в Аксайском районе Ростовской области.

## География
Расположен в 30 км (по дорогам) северо-восточнее районного центра — города Аксай.
Хутор находится на правом берегу реки Грушевки.

### Улицы
- ул. Алроса
- ул. Восточная
- ул. Мира
- ул. Речная
- ул. Учебная

## Население
| 1989 | 2002 | 2010 |
| ---- | ---- | ---- |
| 252  | ↗255 | ↗293 |

По состоянию на 1 января 2011 года численность населения на территории хутора Весёлый составила 294 человека.

## Инфраструктура
В XXI веке территория хутора Весёлый была газифицирована.
На территории Аксайского района проходит комплекс мер по реконструкции водно-канализационного хозяйства. Большинство сетей находятся в изношенном состоянии. На территории хутора Веселый ведутся предпроектные работы по созданию подводящих и разводящих сетей. Аналогичные работы проводятся и на территории хутора Алитуб.

## Достопримечательности
На территории хутора Вёселый и в его окрестностях есть археологические памятники природы. Им присвоена местная категория охраны. Объекты признаны памятниками археологии согласно Решению Малого Совета облсовета №301 от 18 ноября 1992 года.
- Курганный могильник «Веселый - 1» - памятник археологии. Место расположения памятника находится на расстоянии 1,8 километров западнее территории хутора, вблизи трассы Ростов-Шахты[6].
- Курганный могильник «Веселый - 2» - археологический памятник, расположение которого - 1,2 километров западнее-северо-западнее хутора Веселый[7].
- Курганный могильник «Веселый-3» - памятник археологии. Расположен на западной окраине хутора Веселый[8].